# Jacques Villon

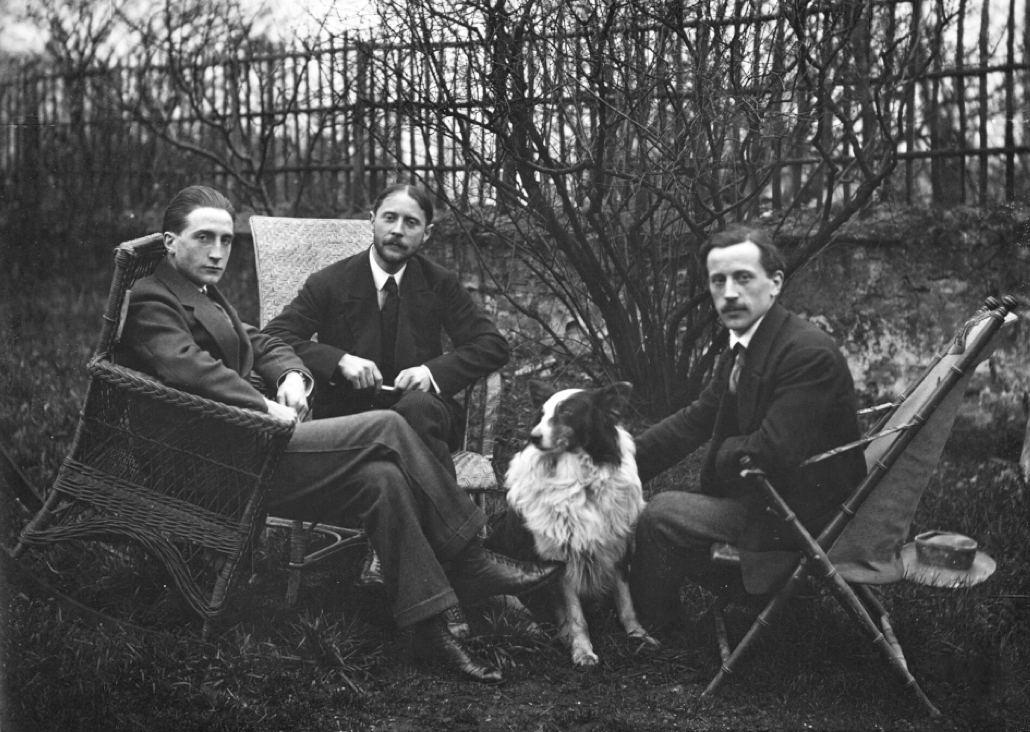
Von links nach rechts: Marcel Duchamp, Jacques Villon und Raymond Duchamp-Villon im Garten von Jacques Villons Studio in Puteaux, um 1913. Foto: Smithsonian Institution

Jacques Villon (* 31. Juli 1875 in Damville; † 9. Juni 1963 in Puteaux bei Paris), eigentlich Gaston Émile Duchamp, war ein französischer Maler und Grafiker. Sein Pseudonym nahm er 1894 nach dem Roman Jack zu Ehren des französischen Dichters Alphonse Daudet, den Nachnamen zu Ehren von François Villon an, jedoch in eigener Aussprache als Vilon [viˈlɔn].

## Leben und Werk
Jacques Villon war der erste Sohn von sechs Kindern des Notars Justin-Isidore „Eugène“ Duchamp und dessen Frau Marie Caroline Lucie Duchamp, einer Tochter des Malers, Kupferstechers und Schiffmaklers Émile Frédéric Nicolle (1830–1894) und ältester Bruder der Künstler Raymond Duchamp-Villon, Marcel Duchamp und Suzanne Duchamp. Gemeinsam mit Marcel Duchamp, Albert Gleizes, Francis Picabia und Juan Gris gehörte er ab 1912 der französischen Künstlergruppe Section d’Or an.
Villon studierte nach der Schulzeit in Rouen Rechtswissenschaften und war für einige Zeit als Notar tätig. 1894 verließ er Rouen, ging nach Paris und studierte an der École nationale supérieure des beaux-arts. Von 1894 bis 1906 arbeitete er als Karikaturist und satirischer Zeichner für mehrere Magazine in Paris, wie den Gil Blas, Chat Noir und L’Assiette au beurre. Außerdem entwarf er Plakate, wobei er wie Toulouse-Lautrec die Technik der Lithografie anwandte. Von 1899 bis 1909 druckte er bei Eugène Delâtre etwa sechzig Farbaquatinten. Danach zog er sich nach Puteaux vor Paris zurück, wo er um die 700 Gemälde schuf. Im Jahr 1913 nahm er an der legendären Armory Show in New York teil.
Nach dem Ersten Weltkrieg befasste sich Villon vornehmlich mit der Druckgrafik, vor allem der Kaltnadelradierung und der Aquatinta, gab jedoch die Malerei nicht auf. 1919 entstanden die ersten ungegenständlichen Bilder. In den späten vierziger Jahren wurde er von einem Galeristen entdeckt. In den letzten zwei Jahrzehnten seines Lebens befasste sich Jacques Villon auch mit der Illustration von Büchern und betätigte er sich als Modedesigner.

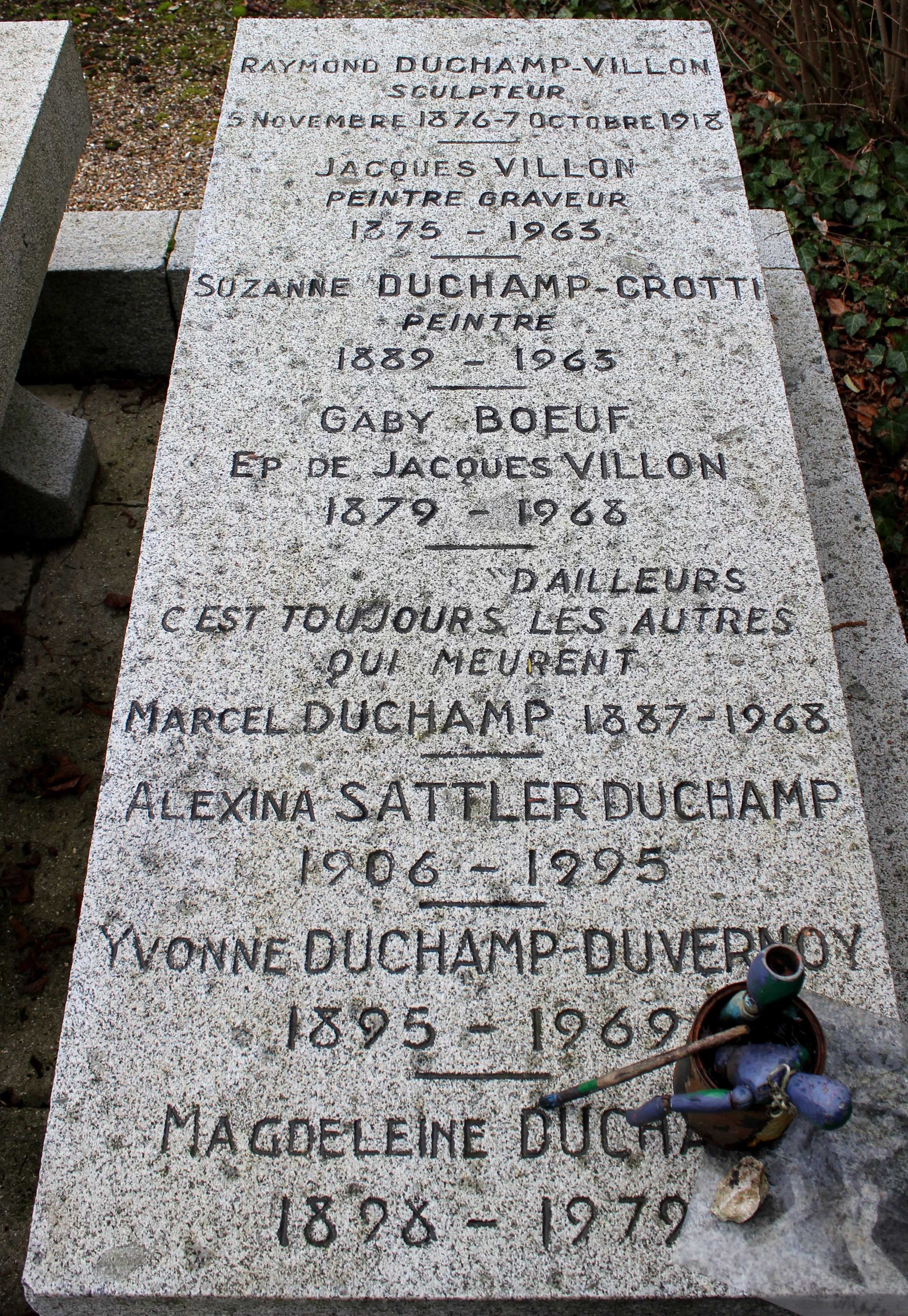
Das Familiengrab Duchamp in Rouen

Bekannt ist er vor allem durch seine grafischen Arbeiten. Er galt lange Zeit als Vertreter des Kubismus, heutige Kunstwissenschaftler würdigen aber auch die Verknüpfung verschiedener anderer Stilrichtungen (Impressionismus, Futurismus) in seinen Werken.
1937 wurde in der Nazi-Aktion „Entartete Kunst“ aus dem Staatlichen Museum Saarbrücken eine Druckgrafik (ein Halbakt) Villons und aus den Kunstsammlungen der Universität Göttingen mit der Zeitschrift in Mappenform „Die Schaffenden“, Jg. III, Mappe 4, 1922, seine Radierung Das Schachbrett beschlagnahmt. Der Halbakt ging zur „Verwertung“ auf dem Kunstmarkt an den Kunsthändler Hildebrand Gurlitt. Sein Verbleib ist ungeklärt. Das andere Blatt wurde mit der Mappe zerstört.
Zu den Auszeichnungen und Ehrungen Villons gehören der Carnegie-Preis (Erster Preis), Pittsburgh, im Jahr 1950, die Ernennung zum Commandeur de la Légion d’Honneur (C. LH) 1954 und der Große Preis der Biennale von Venedig 1956.
Jacques Villon war Teilnehmer der documenta 1 (1955), der documenta II (1959) und auch postum auf der documenta III im Jahr 1964 in Kassel vertreten. Seine Werke sind in den Sammlungen bedeutender Museen vertreten, u. a. im MoMA und im Metropolitan Museum.

## Werke
- Le Rire, 1936, Öl auf Leinwand, 81 × 60 cm, Musée d’art moderne de la Ville de Paris, Paris, Inventarnummer AMVP 1204[6][7]
- Décoration pour le Salon des Tuileries, 1938, Öl auf Leinwand, 489 × 587 cm, Musée d’art moderne de la Ville de Paris, Paris, Inventarnummer AMVP 2615.[8]